# Liste der Biografien/Bei
Liste der Biografien |
Portal Biografien |
Personensuche
# |
A |
B |
C |
D |
E |
F |
G |
H |
I |
J |
K |
L |
M |
N |
O |
P |
Q |
R |
S |
T |
U |
V |
W |
X |
Y |
Z |
?
 
Ba |
Be |
Bd |
Bg |
Bh |
Bi |
Bj |
Bl |
Bm |
Bn |
Bo |
Br |
Bs |
Bu |
Bw |
By |
Bz
 
Bea–Beb |
Bec |
Bed |
Bee |
Bef |
Beg |
Beh |
Bei |
Bej |
Bek |
Bel |
Bem |
Ben |
Beo |
Bep |
Beq |
Ber |
Bes |
Bet |
Beu |
Bev |
Bew |
Bex |
Bey |
Bez
Die Liste der Biografien führt alle Personen auf, die in der deutschsprachigen Wikipedia einen Artikel haben. Dieses ist eine Teilliste mit 503 Einträgen von Personen, deren Namen mit den Buchstaben „Bei“ beginnt.

## Bei
- Bei Dao (* 1949), chinesischer Schriftsteller
- Bei der Wieden, Brage (* 1963), deutscher Historiker und Archivar
- Bei der Wieden, Susanne (* 1966), deutsche reformierte Theologin
- Bei, Heliane (1927–1983), deutsche Schauspielerin
- Bei, Leo (1918–2005), österreichischer Kostümbildner
- Bei, Leo (* 1958), österreichischer MusikerLeo Bei (* 1958)

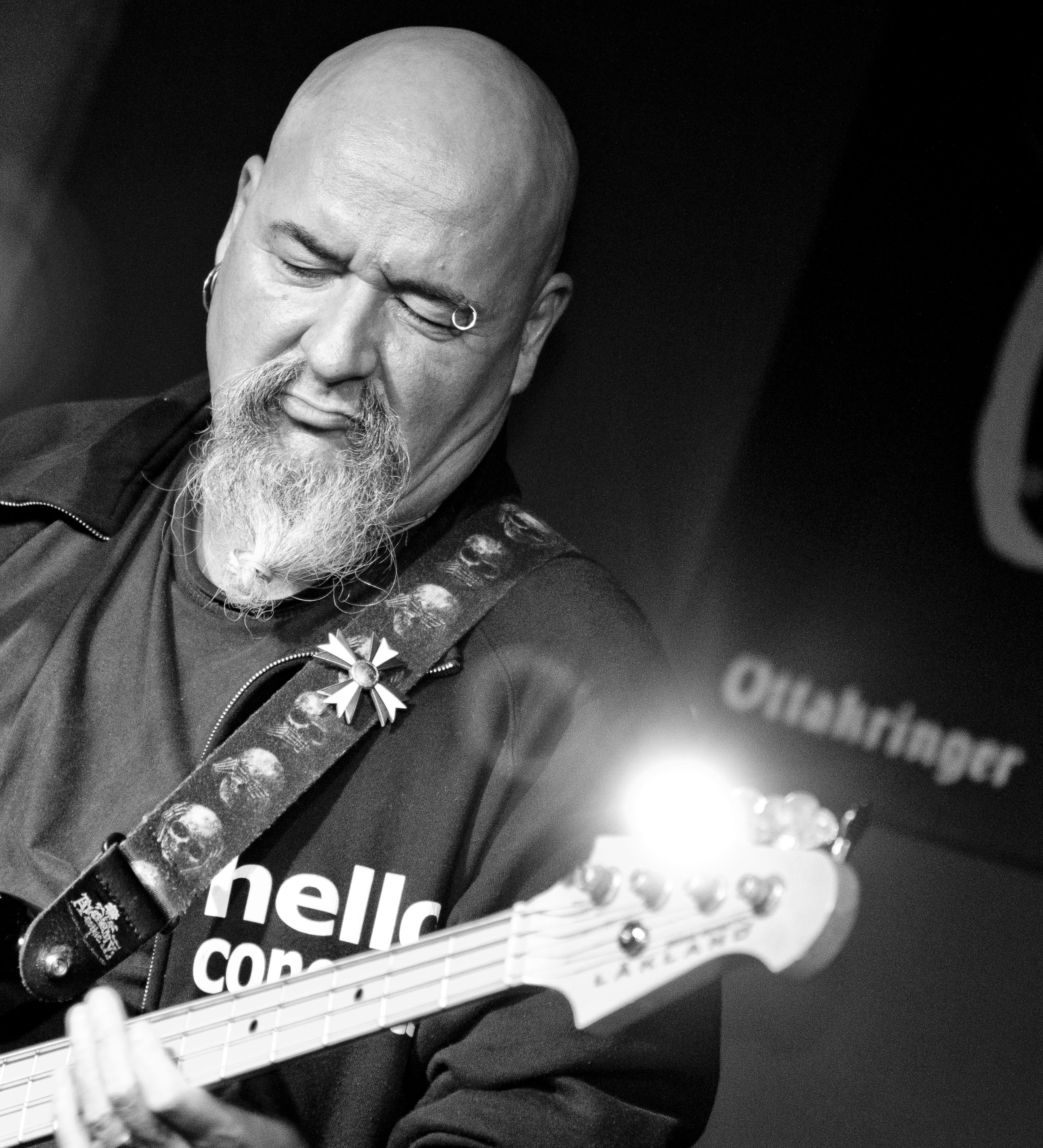
Leo Bei (* 1958)

- Bei, Ling (* 1959), chinesischer Schriftsteller, Poet und Dissident
- Bei, Shizhang (1903–2009), chinesischer Biologe, Biophysiker und Pädagoge
- Bei, Yan († 237), Offizier des chinesischen Warlords Gongsun Yuan

### Beic
- Beich, Franz Joachim († 1748), deutscher Maler des Barock, kurbayerischer Hofmaler
- Beich, Hans-Jürgen (1952–2005), deutscher Politiker (CDU), Landrat des Landkreises Demmin
- Beich, Ole (1955–1991), dänischer Bassist und Mitbegründer einer US-amerikanischen Rockband
- Beichel, Friedrich (1875–1955), deutscher Architekt und Baumeister
- Beichel, Klaus (1929–2009), deutscher Unternehmer
- Beichelt, Timm (* 1968), deutscher Hochschullehrer
- Beichert, Alois (1893–1945), deutscher römisch-katholischer Geistlicher und Märtyrer
- Beichl, Karl (1874–1937), österreichischer Geologe und Radiästhet
- Beichl, Moritz Franz (* 1992), österreichischer Theaterregisseur und Autor
- Beichle, Georg (* 1948), deutscher Fußballspieler
- Beichler, Daniel (* 1988), österreichischer FußballspielerDaniel Beichler (* 1988)

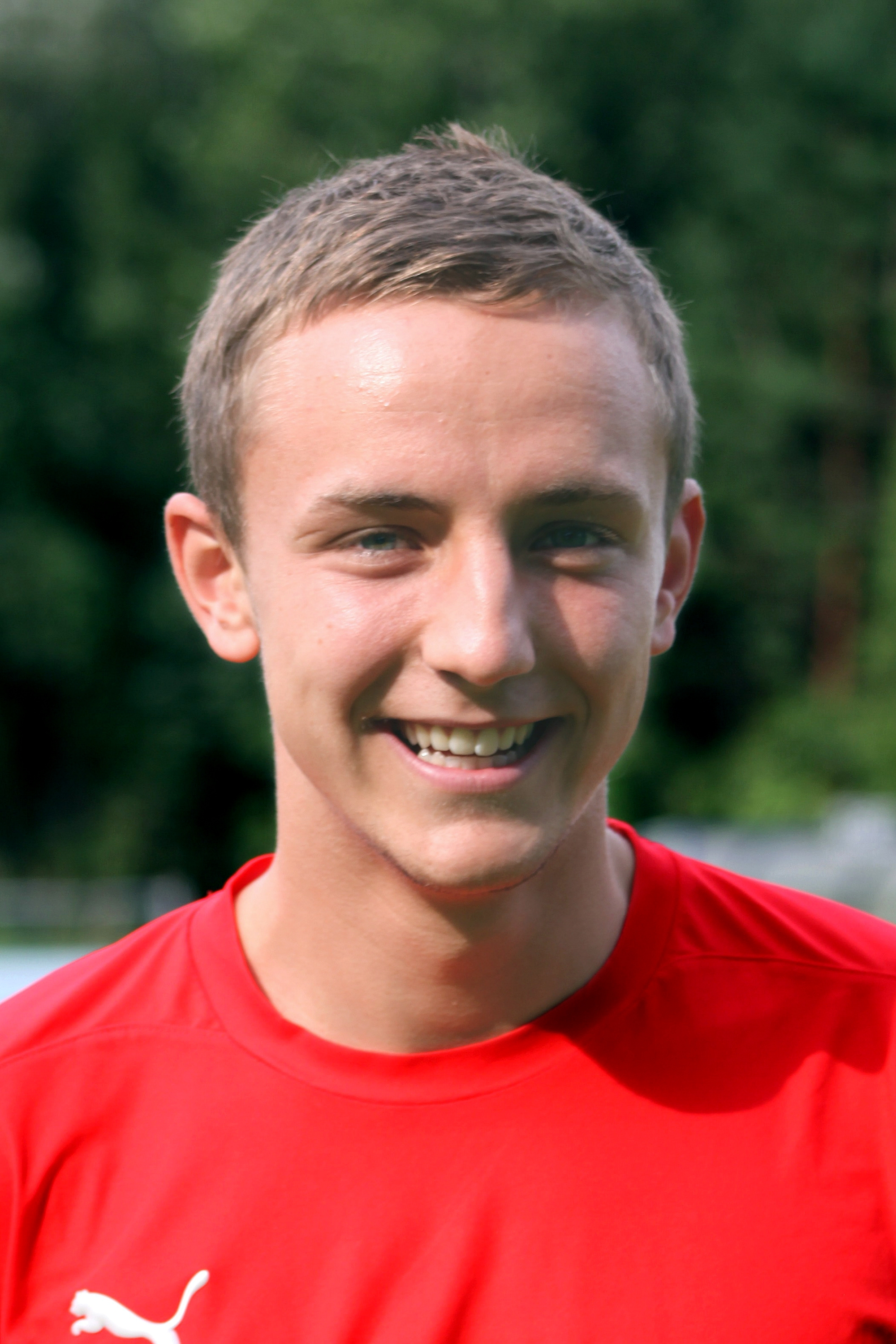
Daniel Beichler (* 1988)

- Beichling, Carl (1803–1876), deutscher Architektur- und Landschaftsmaler, Radierer und Lithograph
- Beichlingen, Adam von (1465–1538), Präsident des Reichskammerichts
- Beichlingen, Bartholomäus Friedrich von († 1567), letzte männlicher Vertreter der Grafen von Beichlingen, Domherr zu Köln und Halberstadt
- Beichlingen, Gottfried Hermann von (1638–1703), kursächsischer Geheimer Rat und Präsident des Oberkonsistoriums und Oberhofrichter zu Leipzig
- Beichlingen, Margareta von († 1534), Fürstäbtissin des Frauenstifts Essen
- Beichlingen, Wolf Dietrich von (1665–1725), Großkanzler und Oberhofmarschall des Kurfürsten Friedrich August I. von Sachsen
- Beichmann, Frederik Valdemar Nikolai (1859–1937), norwegischer Jurist und Hilfsrichter am Ständigen Internationalen Gerichtshof (1922–1930)
- Beichter, Horst (1940–2021), deutscher Fußballspieler
- Beicken, Peter (* 1943), deutscher Germanist und Lyriker
- Beickert, Albrecht (1920–1974), deutscher Internist
- Beickert, Paul (1912–1999), deutscher HNO-Mediziner und Hochschullehrer
- Beickert, Silke (* 1980), deutsche Journalistin und Fernsehmoderatorin
- Beickler, Ferdinand (1922–1998), deutscher Manager

### Beid
- Beida, Dahane (* 1991), mauretanischer Fußballschiedsrichter
- Beideman, Michail Stepanowitsch (1839–1887), russischer Revolutionär
- Beiderbeck, Jörg (1946–2015), deutscher Schiffbauingenieur im Yachtbau
- Beiderbeck, Rolf (* 1941), deutscher Pflanzenbiologe und Hochschullehrer
- Beiderbecke, Bix (1903–1931), US-amerikanischer Jazzmusiker und KornettistBix Beiderbecke (1903–1931)

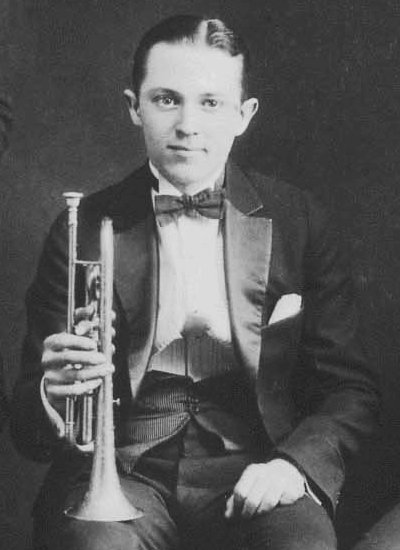
Bix Beiderbecke (1903–1931)

- Beiderbecke, Heinrich (1845–1936), deutscher Missionar der Rheinischen Missionsgesellschaft im späteren Deutsch-Südwestafrika, dem heutigen Namibia
- Beiderlinden, Bernhard (1842–1907), deutscher römisch-katholischer Missionar und Bischof in Indien
- Beiderlinden, William A. (1895–1981), US-amerikanischer Offizier, Generalmajor der US-Army
- Beidinger, Werner (* 1963), deutscher Musikpädagoge
- Beidl, Christian (* 1961), österreichischer Maschinenbauingenieur
- Beidleman, Edward E. (1873–1929), US-amerikanischer Politiker
- Beidler, Franz (1872–1930), Schweizer Dirigent
- Beidler, Franz Wilhelm (1901–1981), Schweizer Publizist
- Beidler, Isolde (1865–1919), Tochter von Richard und Cosima Wagner
- Beidler, Jacob A. (1852–1912), US-amerikanischer Politiker (Republikanische Partei)
- Beido, Bagnou (1939–1994), nigrischer Offizier und Politiker
- Beidtel, Carl (1817–1893), österreichischer Jurist und Politiker
- Beidtel, Ignaz (1783–1865), österreichischer Jurist

### Beie
- Beielstein, Felix Wilhelm (1886–1964), deutscher Bergingenieur, Geologe und Schriftsteller
- Beielstein, Robert (1859–1933), deutscher Maler
- Beier, Adrian der Ältere (1600–1678), Theologe, Archidiakon und Historiker in Jena
- Beier, Adrian der Jüngere (1634–1712), deutscher Jurist
- Beier, Albert (1900–1972), deutscher Fußballspieler
- Beier, Albert (* 1938), deutscher Fußballspieler
- Beier, Andreas (* 1987), deutscher Rennfahrer
- Beier, Arthur (1880–1917), deutscher Fußballspieler (FC Phönix Karlsruhe)
- Beier, Brigitte (* 1939), deutsche Schauspielerin
- Beier, Chris (* 1953), deutscher Jazz-Musiker
- Beier, Christina (* 1984), deutsche Eiskunstläuferin
- Beier, Christine (* 1946), deutsche Blaudruckerin und Textildesignerin
- Beier, Christine (* 1983), deutsche Handballspielerin
- Beier, Clemens (* 1989), deutscher Filmregisseur und Filmeditor
- Beier, Detlev (1957–2016), deutscher Jazz-Bassist
- Beier, Ernst (1874–1911), deutscher Architekt
- Beier, Ernst (1927–2011), deutscher Chemiker und Hochschullehrer
- Beier, Eugene (* 1940), amerikanischer Physiker
- Beier, Franz (1898–1957), deutscher Politiker (SPD), MdL
- Beier, Franz-Josef (1888–1946), deutscher römisch-katholischer Geistlicher und Märtyrer
- Beier, Friedrich-Karl (1926–1997), deutscher Jurist und Rechtswissenschaftler
- Beier, Georgina (1938–2021), deutsche Malerin
- Beier, Gerhard (1919–2005), deutscher Politiker (SPD), MdA Berlin
- Beier, Gerhard (1920–2006), deutscher Manager in Bremen
- Beier, Gerhard (1937–2000), deutscher Historiker, Schriftsteller und Gewerkschafter
- Beier, Grete (1885–1908), deutsche Mörderin
- Beier, Günter (* 1942), deutscher Gerätturner
- Beier, Günter (* 1959), deutscher Maler und Bildhauer
- Beier, Hans-Jürgen (* 1956), deutscher Prähistoriker und Verleger
- Beier, Heike (* 1983), deutsche Volleyball-Nationalspielerin
- Beier, Heiko (* 1967), deutscher Physiker, Professor für digitale Medienkommunikation
- Beier, Henning Martin (1940–2021), deutscher Mediziner und Reproduktionsbiologe
- Beier, Horst, deutscher Hockeyspieler
- Beier, Johann Peter Paul (1769–1841), preußischer Generalleutnant und zuletzt Inspekteur des Remontewesens
- Beier, Jörg (1946–2021), deutscher Holzbildhauer und Künstler
- Beier, Jutta (1945–2018), deutsche Medizin- und Pflegepädagogin
- Beier, Karin (* 1965), deutsche Theaterregisseurin und -intendantinKarin Beier (* 1965)

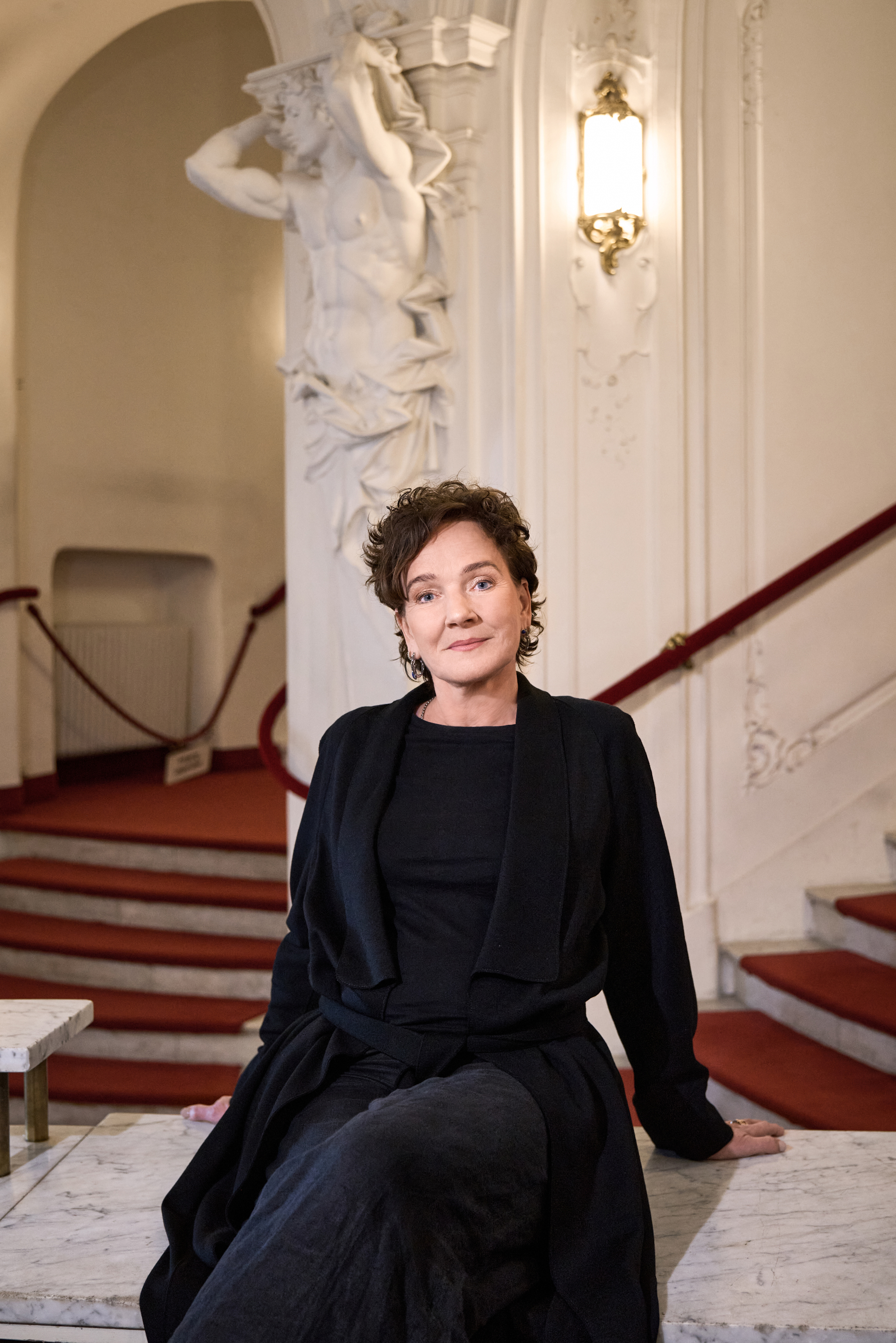
Karin Beier (* 1965)

- Beier, Klaus (* 1966), deutscher Politiker (NPD)
- Beier, Klaus Michael (* 1961), deutscher Psychotherapeut und Sexualmediziner
- Beier, Kurt (1909–1979), deutscher Karikaturist
- Beier, Kurt (* 1910), deutscher politischer Funktionär (NSDAP)
- Beier, Lars-Olav (* 1965), deutscher Journalist, Filmkritiker, Autor und Herausgeber
- Beier, Ludovic (* 1978), französischer Jazzmusiker (Akkordeon)
- Beier, Matthias (* 1976), deutscher Theater- und Fernsehschauspieler
- Beier, Max (1903–1979), österreichischer Zoologe
- Beier, Max (* 1993), deutscher Schauspieler und KabarettistMax Beier (* 1993)

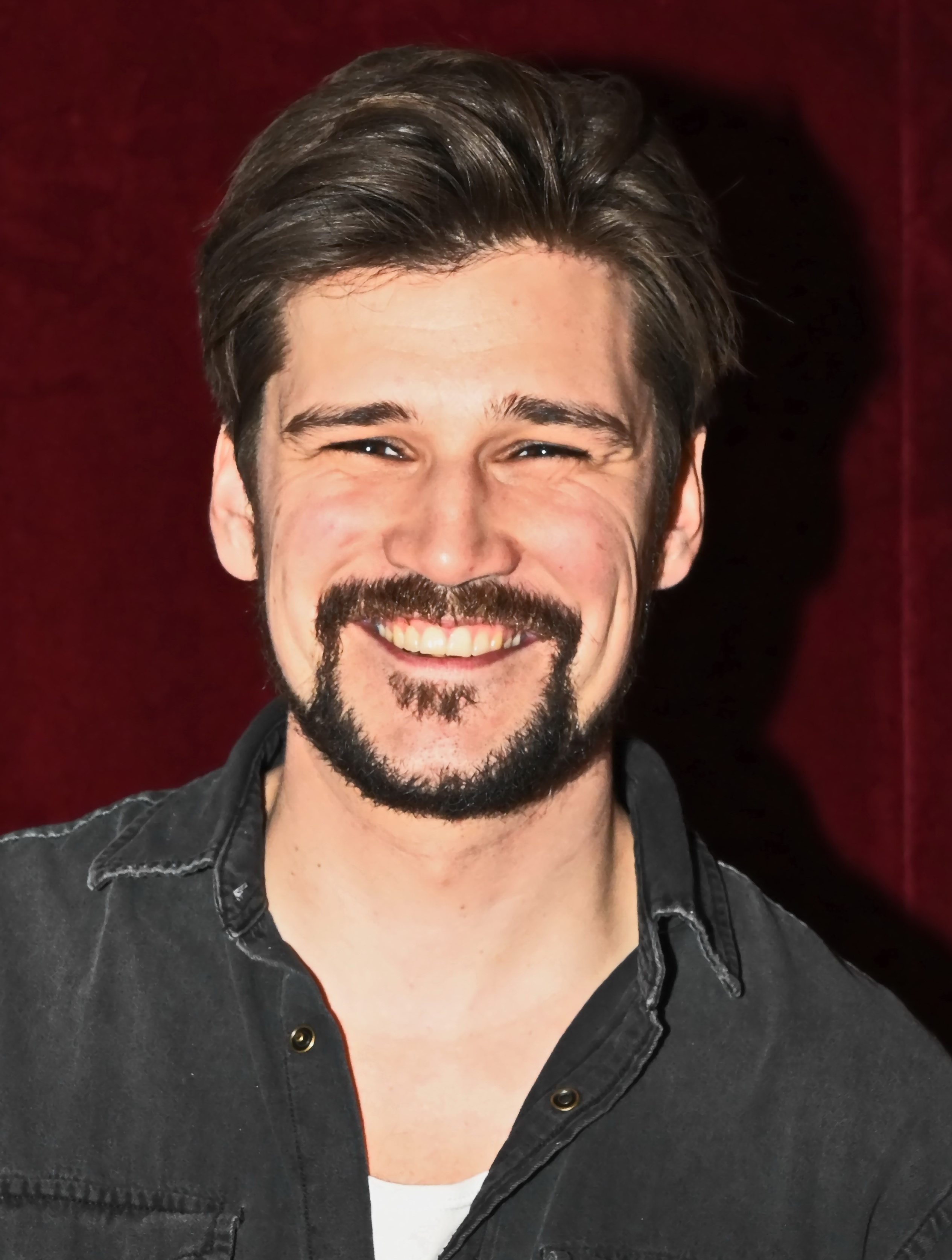
Max Beier (* 1993)

- Beier, Maximilian (* 2002), deutscher Fußballspieler
- Beier, Momo (* 2006), deutsche Schauspielerin
- Beier, Norbert (* 1984), deutscher Basketballspieler
- Beier, Oskar (1875–1941), deutscher Politiker (Wirtschaftspartei) und Mitglied des Reichstages
- Beier, Oskar Fritz (1908–1972), deutscher Glasmaler und Glasschleifer in Dresden
- Beier, Ottohans (1892–1979), deutscher Maler, Zeichner, Grafiker und Exlibriskünstler
- Beier, Patrick (* 1993), deutscher Politiker (Die Linke)
- Beier, Peter (1934–1996), deutscher evangelischer Theologe
- Beier, Priidu (* 1957), estnischer Lyriker
- Beier, Roland (* 1955), deutscher Cartoonist, Grafiker, Karikaturist
- Beier, Roswitha (* 1956), deutsche Schwimmsportlerin
- Beier, Rudolf (* 1948), deutscher Anglist, Sprachwissenschaftler und Hochschullehrer
- Beier, Sophie (1870–1917), deutsche Schriftstellerin
- Beier, Tunji (* 1970), australischer Perkussionist
- Beier, Udo (* 1943), deutscher Haushaltswissenschaftler
- Beier, Ulf (* 1941), deutscher Autor, Onomastiker und Heimatforscher
- Beier, Ulli (1922–2011), deutscher Schriftsteller, Sprachwissenschaftler und Herausgeber
- Beier, Ulrich (1928–1981), deutscher Bildhauer
- Beier, Volker (1943–2023), deutscher Bildhauer
- Beier, Walter (1925–2016), deutscher Biophysiker und Hochschullehrer
- Beier, Wilhelm (1905–1988), deutscher antifaschistischer Widerstandskämpfer und Verleger
- Beier, Wilhelm (* 1956), deutscher Unternehmer und Inhaber des Pharmaunternehmens Dermapharm
- Beier, William (* 1982), deutscher Eiskunstläufer
- Beier, Wolfgang (* 1925), deutscher Zeichner und Grafiker
- Beier-de Haan, Rosmarie (1953–2023), deutsche Historikerin, Museumstheoretikerin und Ausstellungskuratorin
- Beier-Red, Alfred (1902–2001), deutscher Pressezeichner und Karikaturist
- Beierbach, Alexander (* 1971), deutscher Jazzmusiker (Saxophon)
- Beierkuhnlein, Carl (* 1960), deutscher Geoökologe und Biogeograph
- Beierl, Katrin (* 1993), österreichische Bobsportlerin
- Beierl, Manfred (* 1964), deutscher Film- und Theaterschauspieler und Regisseur
- Beierle, Alfred (1885–1950), deutscher Theater- und Filmschauspieler
- Beierle, Markus (* 1972), deutscher Fußballspieler
- Beierlein, Hans R. (1929–2022), deutscher Journalist, Medienmanager und Musikverleger
- Beierlein, Paul Reinhard (1885–1975), deutscher Heimatforscher
- Beierlein, Traudi (* 1941), deutsche Schwimmerin
- Beierlorzer, Achim (* 1967), deutscher FußballtrainerAchim Beierlorzer (* 1967)

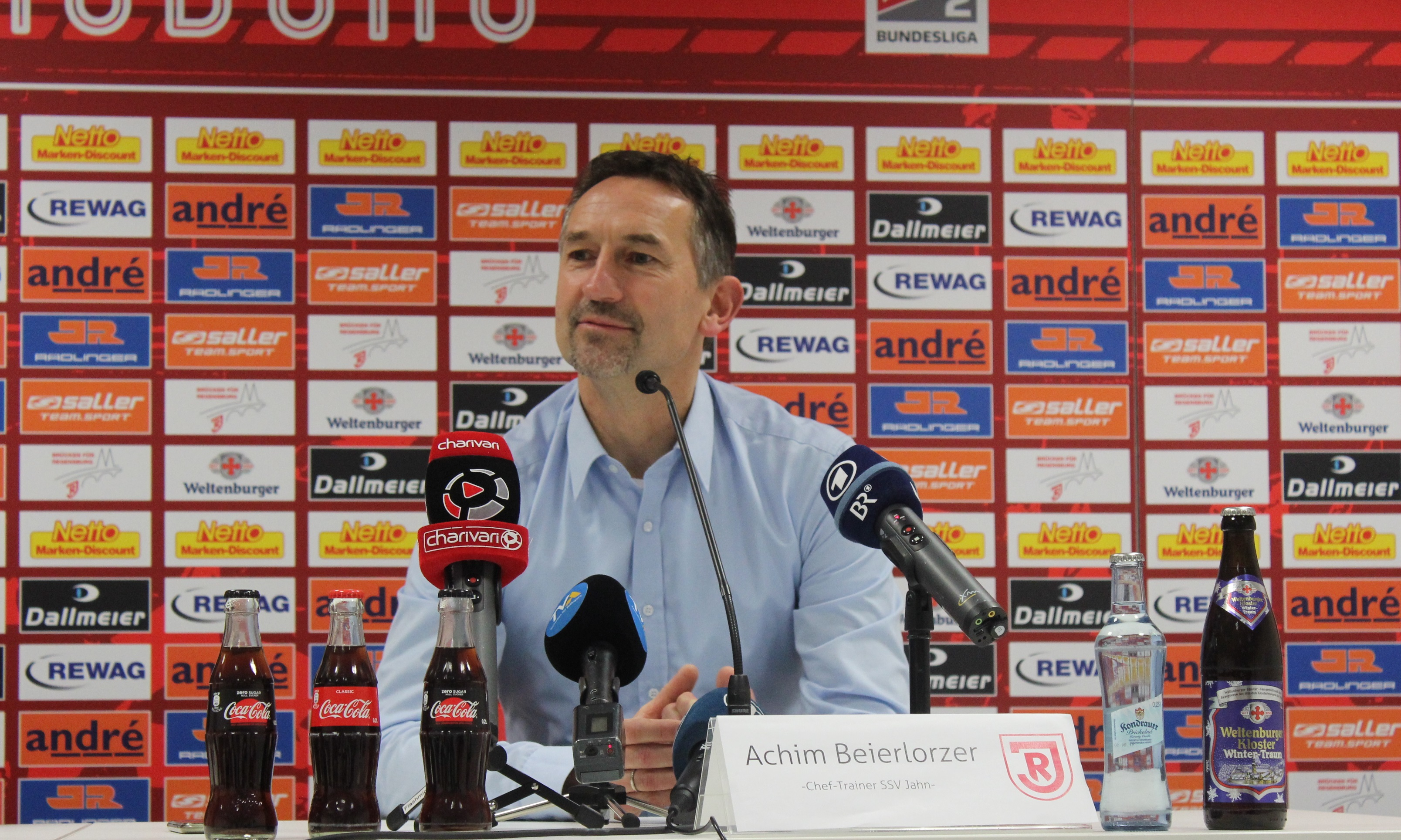
Achim Beierlorzer (* 1967)

- Beierlorzer, Bertram (* 1957), deutscher Fußballspieler und -trainer
- Beiersdorf, Dagmar (* 1944), deutsche Filmemacherin und Malerin
- Beiersdorf, Detlef (* 1952), deutscher Fußballspieler
- Beiersdorf, Felix (* 1998), deutscher Fußballspieler
- Beiersdorf, Hans (1875–1945), deutscher Ingenieur und Unternehmer
- Beiersdorf, Paul (1836–1896), deutscher Apotheker und Unternehmer
- Beiersdorfer, Dietmar (* 1963), deutscher Fußballspieler und -funktionär
- Beiersmann, Achim (* 1979), deutscher Basketballspieler
- Beierstettel, Elmar (1948–1985), deutscher Degenfechter
- Beierwaltes, Werner (1931–2019), deutscher Philosoph

### Beif
- Beifus, Marcel (* 2002), deutscher Fußballspieler

### Beig
- Beig, Maria (1920–2018), deutsche Schriftstellerin
- Beigang, Martell (* 1967), deutscher Rock- und Jazzmusiker und Schriftsteller
- Beigang, Nico (* 1982), deutscher Fußballspieler
- Beigbeder, Frédéric (* 1965), französischer SchriftstellerFrédéric Beigbeder (* 1965)

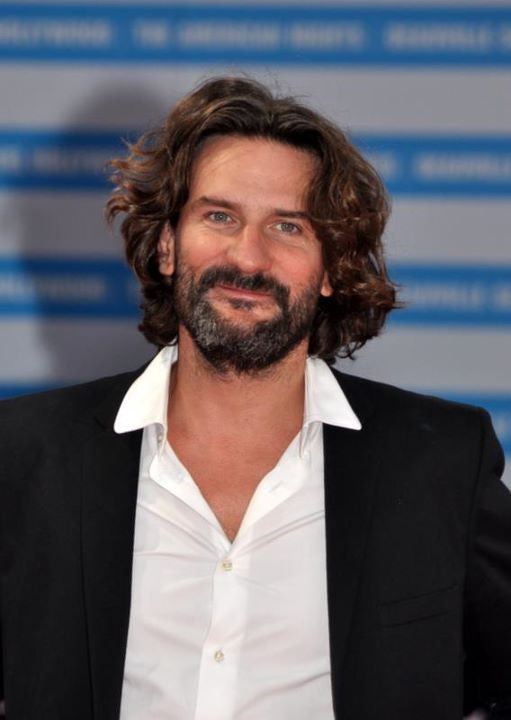
Frédéric Beigbeder (* 1965)

- Beigbeder, Juan (1888–1957), spanischer Außenminister
- Beigbeder, Yves (1924–2023), französischer Jurist
- Beigel, Felix (1903–1942), deutscher Landrat
- Beigel, Florian (1941–2018), deutsch-britischer Architekt
- Beigel, Georg Wilhelm Sigismund (1753–1837), deutscher Diplomat, Bibliothekar, Naturforscher und Mathematiker
- Beigel, Hermann (1829–1879), deutscher Mediziner und Hospitaldirektor
- Beigel, Victor (1870–1930), englischer Pianist und Gesangspädagoge ungarischer Abstammung
- Beigel, Wolfgang (* 1944), österreichischer Schauspieler, Sänger, Musicaldarsteller und Sprecher
- Beiger, Ulrich (1918–1996), deutscher Schauspieler und Regisseur
- Beigi, Mahbod (* 1986), schwedischer Fußballschiedsrichterassistent
- Beigi, Milad (* 1991), aserbaidschanischer Taekwondoin
- Beigl, Robert (1954–1996), österreichischer katholischer Priester, Abt von Rein
- Beiglböck, Wilhelm (1905–1963), österreichischer Internist, NS-KriegsverbrecherWilhelm Beiglböck (1905–1963)

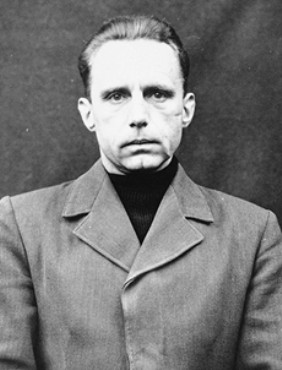
Wilhelm Beiglböck (1905–1963)

- Beiglböck, Wolf (1939–2024), österreichischer Mathematiker und Physiker
- Beiglou, Mahmoud (* 1929), iranischer Skirennläufer
- Beigneux, Aurélia (* 1980), französische Politikerin (RN), MdEP

### Beih
- Beihammer, Alexander (* 1970), österreichischer Byzantinist
- Beihl, Daniela (* 1984), deutsche Politikerin (FDP), MdL
- Beihold, Emily (* 1999), US-amerikanische Sängerin und Songwriterin

### Beij
- Beijen, Johan Willem (1897–1976), niederländischer Politiker
- Beijer, Bruno (* 1944), schwedischer Diplomat, Botschafter in Malaysia und den Vereinigten Arabischen Emiraten
- Beijer, Jan de (1703–1780), niederländischer Zeichner
- Beijer, Sandra (* 1984), schwedische Bloggerin, Autorin und Kolumnistin
- Beijeren, Abraham van († 1690), holländischer Barock-Maler
- Beijerinck, Martinus Willem (1851–1931), niederländischer Mikrobiologe
- Beijerman, Louise (1883–1970), niederländische Bildhauerin und Lehrerin
- Beijerman-Walraven, Jeanne (1878–1969), niederländische Komponistin
- Beijers, George (1895–1978), niederländischer Fußballspieler
- Beijl, Eelco (* 1983), niederländischer Volleyball-Trainer
- Beijmo, Felix (* 1998), schwedischer Fußballspieler
- Beijnen, Teun (1899–1949), niederländischer Ruderer
- Beijnum, Kees van (* 1954), niederländischer Schriftsteller

### Beik
- Beika, Dawid Samuilowitsch (1885–1946), lettischer Komintern-Funktionär
- Beike, Lars-Peter (* 1963), deutscher Fußballspieler
- Beike, Manfred, deutscher Marine- und Militärhistoriker
- Beikert, Günther (* 1968), deutscher Schachspieler
- Beikirch, Andreas (* 1970), deutscher Bahnrad- und Straßenradrennfahrer
- Beikirch, Hendrik (* 1974), deutscher Graffiti- und Streetart-Künstler
- Beikircher, Adolf (1906–1979), italienischer Elektroingenieur
- Beikircher, Alban (* 1968), italienischer, Südtiroler Violinist
- Beikircher, Gustav (1879–1953), Fotograf, Maschinenfabrikant
- Beikircher, Hugo (* 1942), italienischer Altphilologe und Lexikograf
- Beikircher, Ivo Ingram (1937–2022), italienischer Sänger, Komponist, Schriftsteller (Südtirol)
- Beikircher, Josef (1850–1925), italienischer Industrieller (Südtirol)
- Beikircher, Konrad (* 1945), deutscher Kabarettist und MusikerKonrad Beikircher (* 1945)

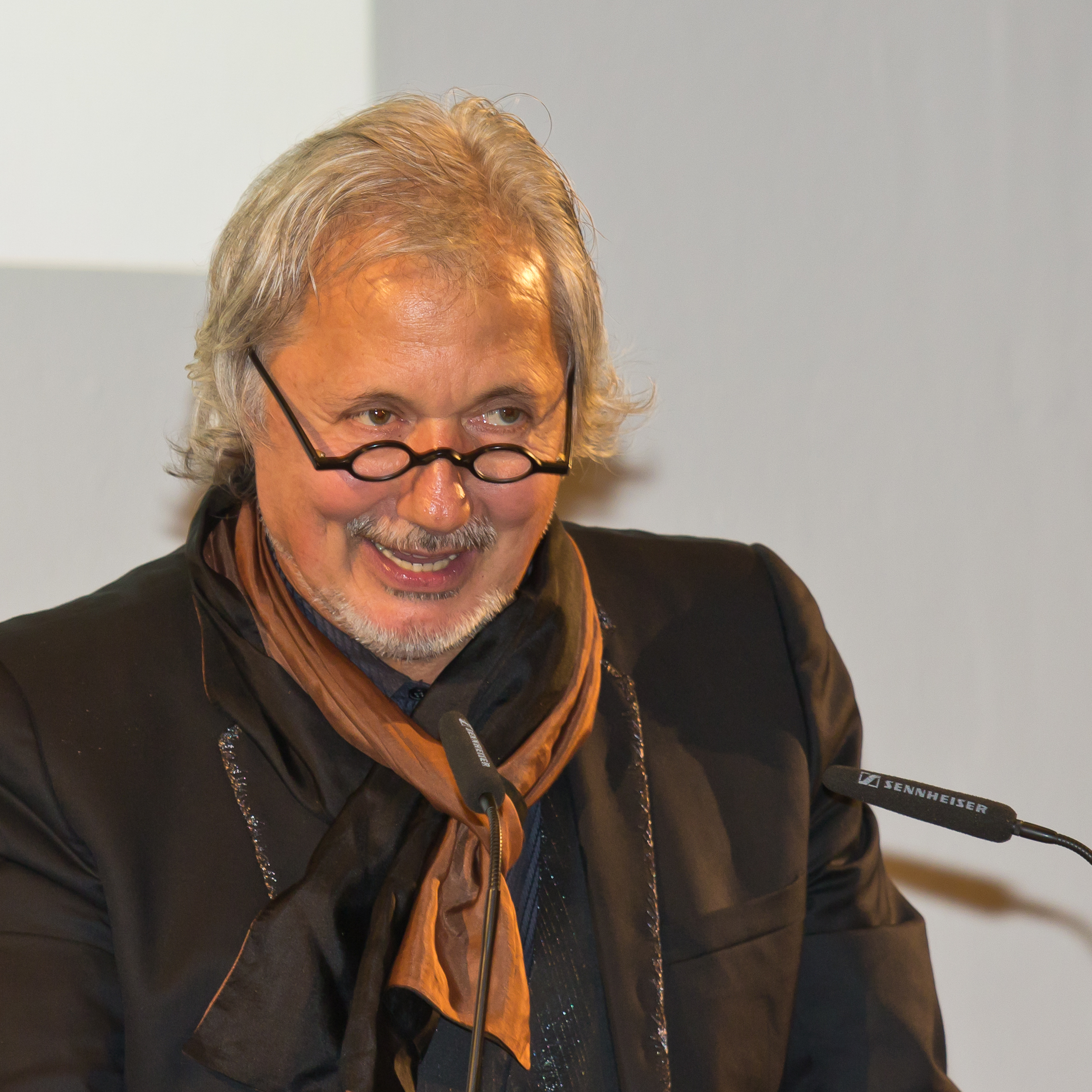
Konrad Beikircher (* 1945)

- Beikircher, Lukas (* 1970), deutsch-italienischer Dirigent
- Beiküfner, Roland Eugen (* 1959), deutscher Schauspieler und Künstler
- Beikzadeh, Hashem (* 1984), iranischer Fußballspieler

### Beil
- Beil, Albert (1870–1961), Chemiker und Abgeordneter
- Beil, Alfons (1896–1997), deutscher katholischer Priester und Autor
- Beil, Brigitte (1941–2016), deutsche Schriftstellerin und Journalistin
- Beil, Caroline (* 1966), deutsche Schauspielerin und FernsehmoderatorinCaroline Beil (* 1966)

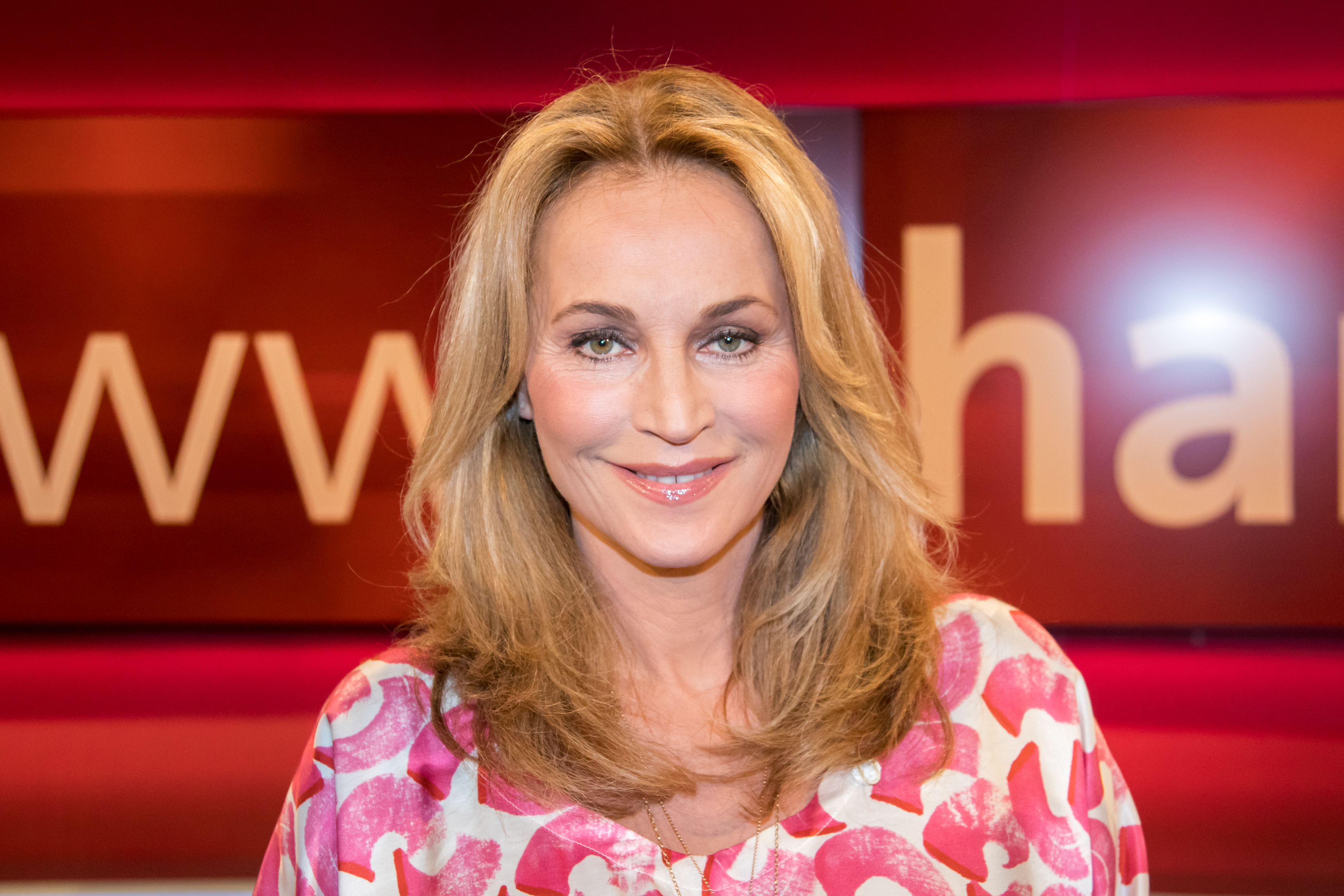
Caroline Beil (* 1966)

- Beil, Curt (1879–1945), deutscher Ingenieur und Unternehmer
- Beil, Frank Timo (* 1975), deutscher Chirurg und Hochschullehrer für Orthopädie und Unfallchirurgie in Hamburg
- Beil, Gerhard (1926–2010), deutscher Politiker (SED), Minister für Außenwirtschaft der DDR
- Beil, Hermann (* 1941), österreichischer Theaterdramaturg und Regisseur
- Beil, Johann Adam (1790–1852), Frankfurter Politiker und Eisenbahndirektor
- Beil, Johann David (1754–1794), deutscher Schauspieler und Bühnendichter
- Beil, Lilo (1947–2025), deutsche Schriftstellerin
- Beil, Luzia (* 1999), deutsche Boulespielerin
- Beil, Maria-Thomas (* 1932), deutsche Benediktinerin
- Beil, Michael (* 1963), deutscher Komponist zeitgenössischer Musik
- Beil, Peter (1937–2007), deutscher Schlagersänger, Trompeter, Komponist und Bandleader
- Beil, Ralf (* 1965), deutscher Kunsthistoriker
- Beil, Ulrich Johannes (* 1957), deutscher Lyriker, Essayist und Literaturwissenschaftler
- Beil, Vivien (* 1995), deutsche Fußballspielerin
- Beilage, Heinrich große (1885–1955), deutscher Landwirt und Politiker (CNBL), MdL
- Beilby, George (1850–1924), schottischer Chemiker
- Beile, Markus (* 1964), deutscher evangelischer Pfarrer, Theologe und Buchautor
- Beile, Mirjam (* 1971), deutsche Bäckerin, Konditorin und Sachbuchautorin
- Beile, Rüdiger (1932–2023), deutscher evangelischer Pfarrer, Theologe und Jugendführer
- Beile, Werner (1941–2023), deutscher Anglist, Sprachwissenschaftler und Fremdsprachendidaktiker
- Beilein, John (* 1953), US-amerikanischer Basketballtrainer
- Beilenhoff, Wolfgang (1943–2021), deutscher Filmwissenschaftler und Hochschullehrer
- Beilenson, Anthony C. (1932–2017), US-amerikanischer Politiker
- Beiler, Nadine (* 1990), österreichische R&B-SängerinNadine Beiler (* 1990)
- Beilfuß, Karl (* 1951), deutscher Judoka

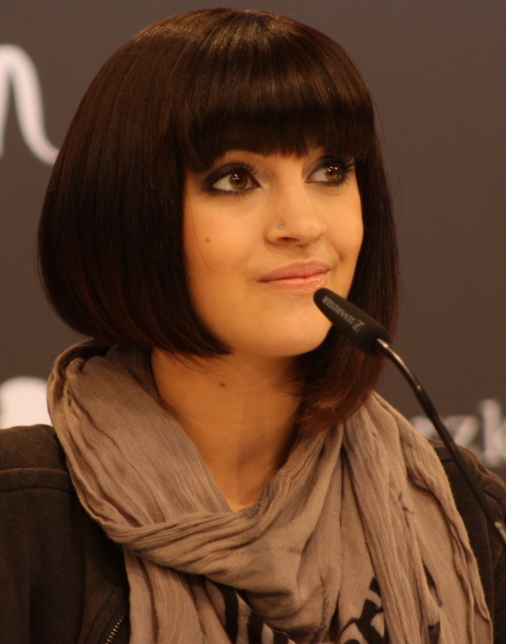
Nadine Beiler (* 1990)

- Beilfuß, Lars (* 1976), deutscher Ruderer
- Beilfuß, Leo (* 1937), deutscher Industriedesigner
- Beilfuss, Richard (* 1965), US-amerikanischer Hydrologe, Naturschützer und Ökologe
- Beilhack, Johann Georg (1802–1864), deutscher Sprachwissenschaftler und Gymnasialdirektor
- Beilhack, Maximilian (1835–1885), deutscher Dichter und Pädagoge
- Beilhardt, Erna (1907–1999), deutsche Aufseherin in verschiedenen Konzentrationslagern
- Beilharz, Alexandra (* 1963), deutsche Übersetzerin französischer Literatur, Sachbücher und Filme
- Beilharz, Corinna (* 1965), deutsche SchauspielerinCorinna Beilharz (* 1965)

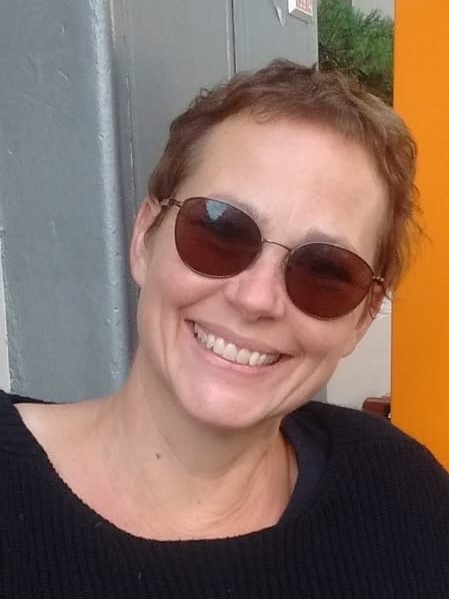
Corinna Beilharz (* 1965)

- Beilharz, Felix (* 1982), deutscher Autor und Dozent
- Beilharz, Johannes (* 1956), deutscher Schriftsteller, Übersetzer und Maler
- Beilharz, Manfred (* 1938), deutscher Regisseur, Dramaturg und Intendant
- Beilharz, Marlene (* 1996), deutsche Aktivistin für Barrierefreiheit
- Beilharz, Norbert (1939–2019), deutscher Filmemacher, Schauspieler, Theater- und Opernregisseur
- Beilharz, Ricarda (* 1964), deutsche Bühnen- und Kostümbildnerin sowie Theaterregisseurin
- Beilharz, Richard (1932–1997), deutscher Romanist
- Beilig, Dieter (1941–1971), deutsches Todesopfer der Berliner Mauer
- Beilin, Amit (* 2000), israelische Fußballtorhüterin
- Beilin, Jossi (* 1948), israelischer Politiker und Pazifist
- Beilin, Michael (* 1976), israelischer Ringer
- Beilina, Nina Michailowna (1937–2018), russisch-US-amerikanische Violinistin
- Beilinson, Alexander (* 1957), russischer Mathematiker
- Beilis, Menachem Mendel (1874–1934), ukrainischer Jude, der in der sogenannten Beilis-Affäre eines Ritualmords beschuldigt wurde
- Beilke, Ankie (* 1980), deutsch-chinesische Schauspielerin und ModelAnkie Beilke (* 1980)

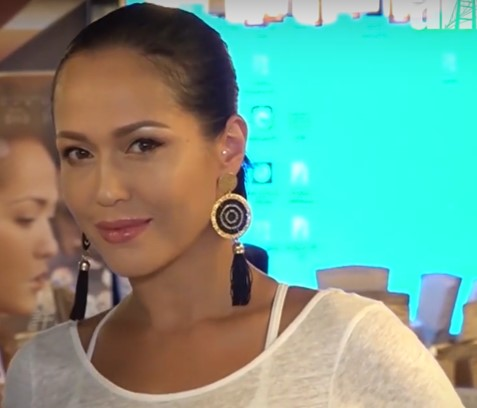
Ankie Beilke (* 1980)

- Beilke, Hans-Jochen (* 1950), deutscher Manager, Vorsitzender der Geschäftsführung ebmpapst
- Beilke, Irma (1904–1989), deutsche Opernsängerin (Sopran) und Musikpädagogin
- Beilke-Voigt, Ines (* 1966), deutsche Prähistorikerin
- Beilken, Berend (* 1940), deutscher Segler und Unternehmer
- Beilken, Jost (* 1955), deutscher Politiker (Die Linke), MdBB
- Beilmann, Christel (1921–2005), deutsche politische Aktivistin
- Beilmann, Ewald (1911–1977), deutscher Politiker (SPD), MdL
- Beilmann, Johannes (1873–1940), deutsch-russischer römisch-katholischer Geistlicher und Märtyrer
- Beilmann, Josef (1873–1938), deutsch-russischer römisch-katholischer Geistlicher und Märtyrer
- Beilmann, Meril (* 1995), estnische Biathletin
- Beilner, Wolfgang (* 1931), österreichischer Priester und Theologe
- Beilschmidt, Curt (1886–1962), deutscher Komponist
- Beilschmidt, Daniel (* 1978), deutscher Organist
- Beilschmidt, Rolf (* 1953), deutscher Leichtathlet, inoffizieller Mitarbeiter der DDR-Staatssicherheit
- Beilschmied, Carl Traugott (1793–1848), deutscher Botaniker
- Beilschmied, Harald (* 1968), österreichischer Handballspieler und -trainer
- Beilstein, Anke (* 1966), deutsche Politikerin (CDU), MdL
- Beilstein, Friedrich Konrad (1838–1906), deutsch-russischer Chemiker
- Beilstein, Günter (* 1936), deutscher Triathlet

### Beim
- Beim, Waleri (* 1950), österreichischer Schachmeister
- Beima, Marcel (* 1983), niederländischer Radrennfahrer
- Beimel, Thomas (1967–2016), deutscher Komponist, Musikwissenschaftler und Bratschist
- Beimler, Hans (1895–1936), deutscher Politiker (KPD), MdR und politischer KommissarHans Beimler (1895–1936)

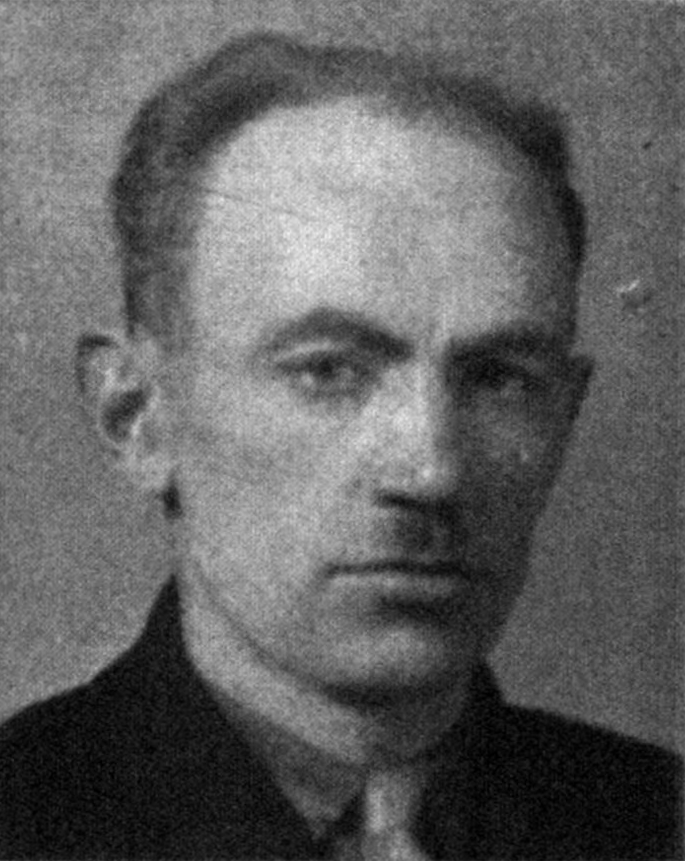
Hans Beimler (1895–1936)

- Beimler, Hans (* 1953), US-amerikanischer Drehbuchautor und Filmproduzent
- Beimler, Johann (1921–2013), deutsch-US-amerikanischer Kameramann und Filmproduzent
- Beimpold, Ulrike (* 1964), österreichische Schauspielerin, Regisseurin, Synchronsprecherin und Buchautorin
- Beims, Hermann (1863–1931), deutscher Politiker (SPD), MdR und Oberbürgermeister Magdeburgs

### Bein
- Bein, Alex (1903–1988), deutsch-jüdischer Historiker und Archivar
- Bein, Helmut (1932–2006), deutscher Rallyefahrer, Opel-Sportchef und Formel-3-Funktionär
- Bein, Kazimierz (1872–1959), polnischer Augenarzt, Lexikograph und Aktivist der Esperanto-Bewegung
- Bein, Reinhard (* 1941), deutscher Historiker, Gymnasiallehrer und Autor
- Bein, Richard (1920–2003), deutscher Nachrichtendienstler, Hauptabteilungsleiter im Ministerium für Staatssicherheit (MfS) der DDR
- Bein, Sally (* 1881), deutscher Volksschul- und Taubstummenlehrer
- Bein, Svea (* 1992), deutsche Schauspielerin
- Bein, Thomas (* 1954), deutscher Chemiker
- Bein, Thomas (* 1957), deutscher germanistischer Mediävist
- Bein, Uwe (* 1960), deutscher FußballspielerUwe Bein (* 1960)

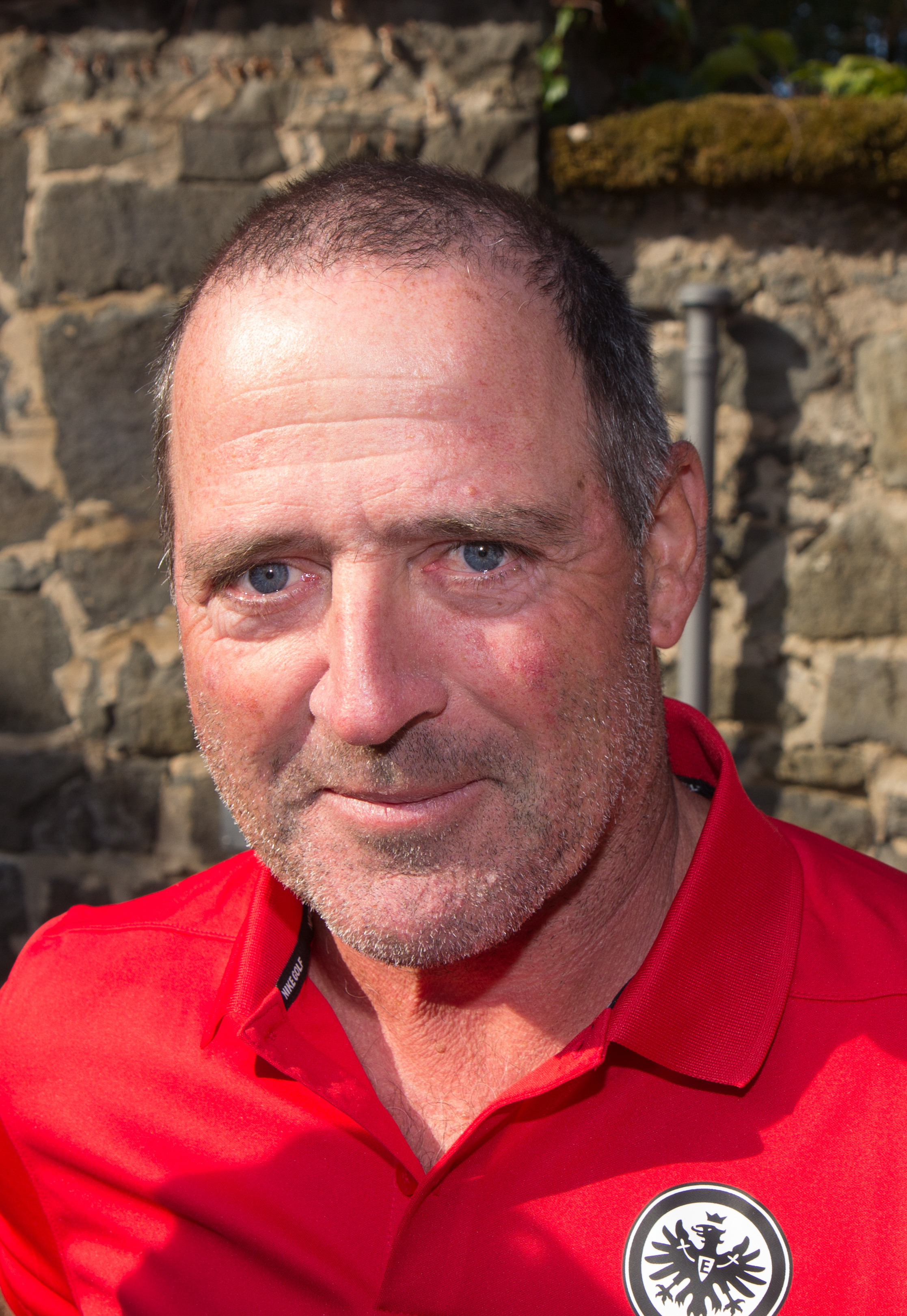
Uwe Bein (* 1960)

- Bein, Willy (1869–1943), deutscher Chemiker, Regierungsrat und Mitglied der Reichsanstalt für Maße und Gewichte
- Beinaris, Paulius (* 1984), litauischer Politiker
- Beinart, Noa, israelische Opernsängerin (Alt)
- Beinart, Peter (* 1971), US-amerikanischer Politikwissenschaftler
- Beinart, William (* 1951), südafrikanischer Historiker und Afrikanist
- Beindorf, Wilhelm (1887–1969), deutscher Maler
- Beindorff, Fritz (1860–1944), deutscher Unternehmer, rumänischer Konsul
- Beindorff, Günther (1890–1952), deutscher Chemiker, Fabrikant, Verbandsfunktionär und Mäzen
- Beindorff, Kurt (1894–1968), deutscher Ingenieur, Fabrikant und Wirtschaftsführer
- Beindorff, Martha (1903–2007), deutsche Motorsportlerin und Sozialarbeiterin
- Beine, August (* 1933), deutscher Arzt und Priester
- Beine, Hilmar (1950–2013), deutscher Fachjournalist
- Beine, Karl-Heinz (* 1951), deutscher Humanmediziner, Hochschullehrer und Sachbuchautor
- Beine, Reinhard (1906–1990), deutscher Beamter und Politiker (FDP), MdL
- Beine-Hager, Maria (1919–1991), deutsche Künstlerin
- Beinecke, Jessica (* 1986), US-amerikanische Journalistin
- Beineix, Jean-Jacques (1946–2022), französischer Filmregisseur, Produzent und DrehbuchautorJean-Jacques Beineix (1946–2022)

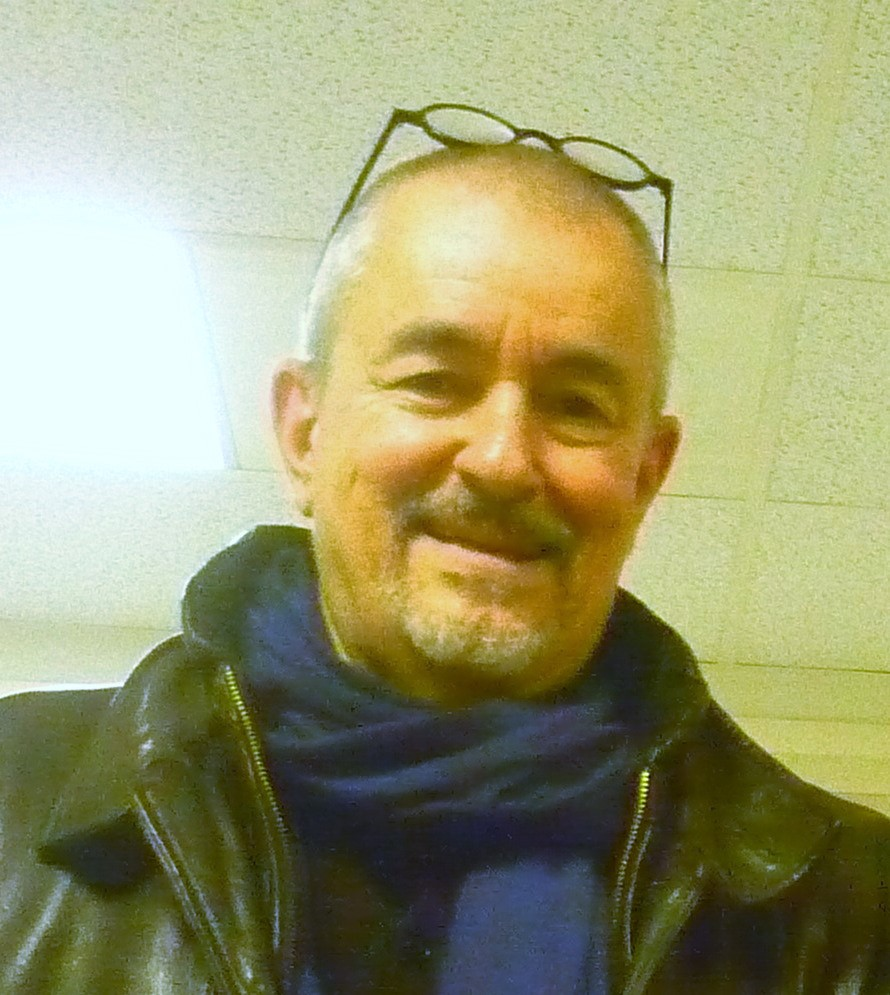
Jean-Jacques Beineix (1946–2022)

- Beineke, Hans-Jürgen (1932–2006), deutscher Politiker (CDU)
- Beinemann, Gert (1918–2012), deutscher Schauspieler, Regisseur, Theaterintendant und Hörspielsprecher
- Beiner, Friedhelm (1939–2024), deutscher Erziehungswissenschaftler und Hochschullehrer
- Beiner, Ronald (* 1953), kanadischer Politikwissenschaftler und Hochschullehrer
- Beinert, Carl (1793–1868), deutscher Apotheker und Geologe in Charlottenbrunn
- Beinert, Heinz (1929–2018), deutscher Bildungs- und Pressereferent
- Beinert, Helmut (1913–2007), deutsch-amerikanischer Biochemiker
- Beinert, Paul (1893–1962), deutscher Opernsänger (Tenor)
- Beinert, Wolfgang (* 1933), deutscher katholischer Theologe
- Beinert, Wolfgang (* 1960), deutscher Grafikdesigner und Typograf
- Beines, Carl (1869–1950), deutscher Dirigent, Musikpädagoge und Komponist
- Beinhard, Saskia (* 1999), deutsche Squashspielerin
- Beinhardt, Karl (* 1906), deutscher Jurist und Landrat
- Beinhart, Jakob, Breslauer Maler und Bildhauer
- Beinhauer, Theodor (1772–1833), deutscher Apotheker, Gutsbesitzer, Bürgermeister und Politiker
- Beinhauer, Theodor (1853–1912), Landtagsabgeordneter Waldeck
- Beinhauer, Werner (1896–1983), deutscher Romanist und Hispanist
- Beinhauer, Wilhelm (* 1795), österreichischer Jurist und Politiker
- Beinhauer, Wilhelm (1800–1884), deutscher Gutsbesitzer, Politiker, Bürgermeister und Mitglied der Kurhessischen Ständeversammlung
- Beinhauer, Wilhelm Albert (1832–1906), Abgeordneter des Provinziallandtages Hessen-Nassau
- Beinhauer-Köhler, Bärbel (* 1967), deutsche Religionswissenschaftlerin und Islamwissenschaftlerin
- Beinhauerová, Růžena (1912–1968), tschechoslowakische Skirennläuferin, Skilangläuferin, Basketballerin und Ruderin
- Beinhocker, Eric (* 1968), US-amerikanischer Senior Fellow
- Beinhofer, Paul (* 1953), bayerischer Beamter
- Beinhoff, Christina (* 1967), deutsche Diplomatin
- Beinhold, Dirk (* 1968), deutscher Filmproduzent
- Beinhorn, Elly (1907–2007), deutsche FliegerinElly Beinhorn (1907–2007)

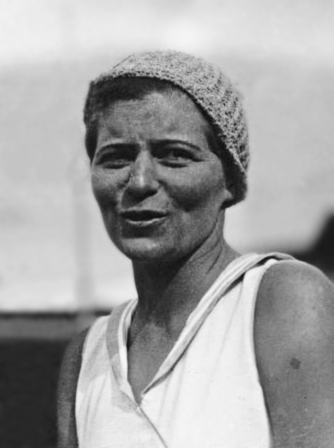
Elly Beinhorn (1907–2007)

- Beinhorn, Michael, US-amerikanischer Musiker und Musikproduzent
- Beinir Sigmundsson († 970), Herrscher über die Hälfte der Färöer zur Wikingerzeit mit seinem Bruder Brestir
- Beinisch, Dorit (* 1942), israelische Juristin, Präsidentin des Obersten Gerichts von Israel
- Beinkämpen, Fritz (1873–1922), deutscher Politiker (SPD), MdL
- Beinke, Eckart (* 1956), deutscher Musiker
- Beinke, Fritz (1842–1907), deutscher Genremaler der Düsseldorfer Schule
- Beinke, Josefine (* 1992), deutsche Rallye-Copilotin
- Beinlich, Horst (* 1947), deutscher Ägyptologe
- Beinlich, Patrick (* 1989), deutscher Schauspieler und ein Model
- Beinlich, Robert (1911–1962), österreichischer Fußballschiedsrichter
- Beinlich, Stefan (* 1972), deutscher Fußballspieler
- Beinoras, Mindaugas (* 1987), litauischer Schachspieler
- Beinoravičius, Darijus (* 1974), litauischer Jurist und Professor für Rechtsphilosophie
- Beinortas, Julius (1943–2019), litauischer Politiker (Seimas) und Ingenieur
- Beinroth, Katrin (1981–2020), deutsche Judoka
- Beins, Burkhard (* 1964), deutscher Percussionist und Klangkünstler
- Beins, Ernst (1903–1944), deutscher Historiker und Staatsarchivar
- Beinschab, Sabine (* 1984), österreichische Markt- und Meinungsforscherin
- Beinßen, Jan (* 1965), deutscher Redakteur und SchriftstellerJan Beinßen (* 1965)

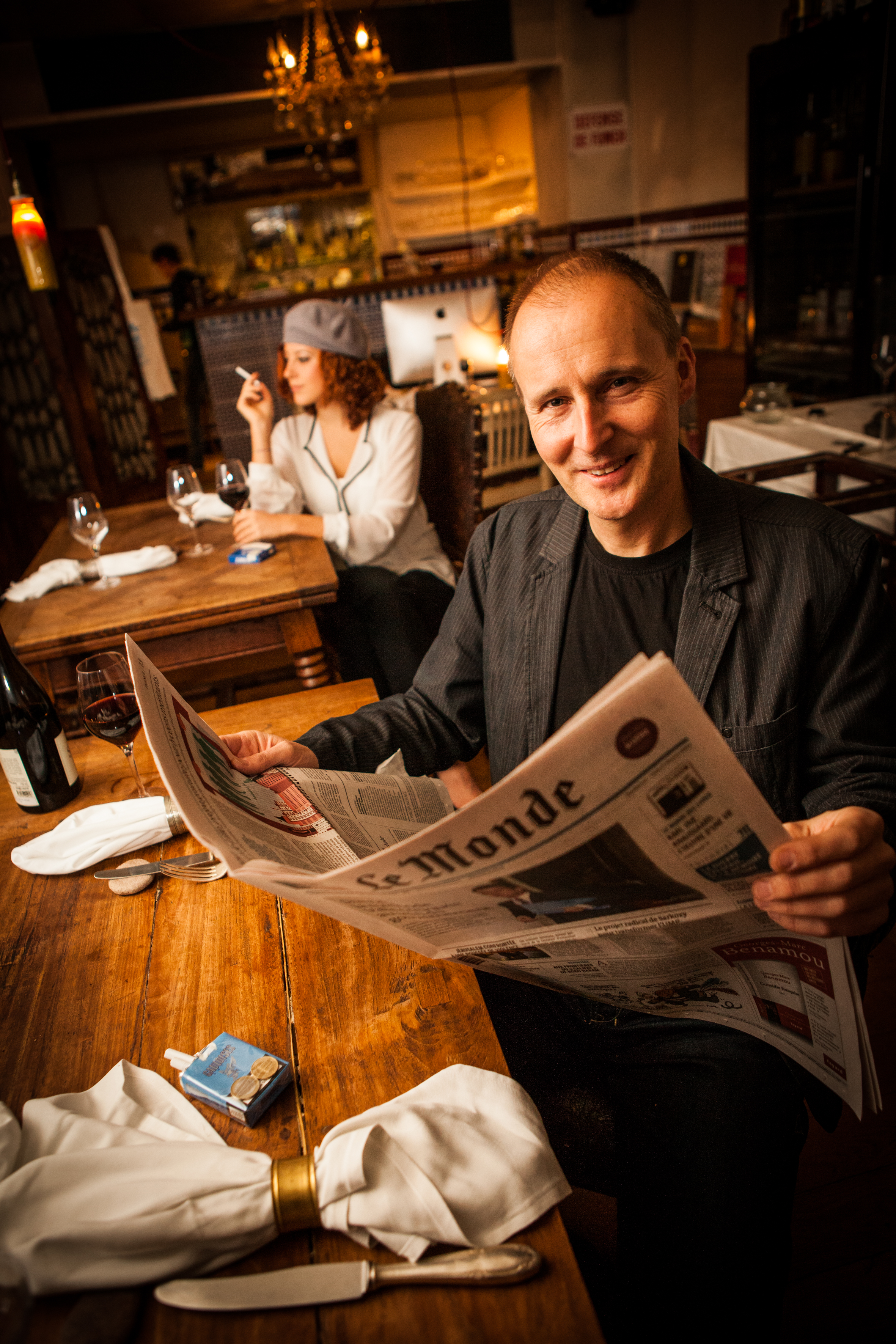
Jan Beinßen (* 1965)

- Beinstein, Krista (* 1955), österreichische Fotografin
- Beintker, Eduard (1853–1926), deutscher Lehrer und Heimatforscher
- Beintker, Horst (1918–2012), deutscher evangelischer Theologe und Hochschullehrer
- Beintker, Michael (* 1947), deutscher evangelischer Theologe und Hochschullehrer
- Beintker, Paul (* 1889), deutscher nationalsozialistischer Funktionär
- Beintmann, Cord (* 1951), deutscher Journalist, Autor und Lehrer
- Beintmann, Wilhelm (* 1889), deutscher Genre- und Porträtmaler
- Beinum, Eduard van (1900–1959), niederländischer Dirigent
- Beinvogl, Franz (* 1943), deutscher Badmintonspieler
- Beinzger, Walter (* 1889), deutscher nationalsozialistischer Funktionär

### Beiq
- Béique, Alcibiade (1856–1896), kanadischer Organist und Musikpädagoge

### Beir
- Beir, Fred (1927–1980), US-amerikanischer Schauspieler
- Beira-Mar, Fernandinho (* 1967), brasilianischer Drogenhändler
- Beirach, Richie (* 1947), US-amerikanischer Jazzpianist und -komponistRichie Beirach (* 1947)

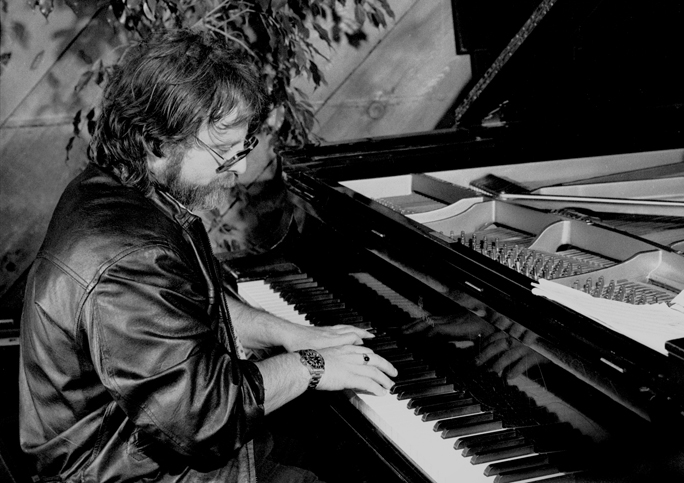
Richie Beirach (* 1947)

- Beirami Baher, Samaneh (* 1991), iranische Wintersportlerin
- Beiranvand, Alireza (* 1992), iranischer Fußballtorhüter
- Beirão, Luaty (* 1981), angolanisch-portugiesischer Hip-Hop-Musiker und Menschenrechtsaktivist
- Beirão, Sara (1880–1974), portugiesische Schriftstellerin, Journalistin, Publizistin, Frauenrechtlerin und Philanthropin
- Beireis, Gottfried Christoph (1730–1809), deutscher Arzt und Chemiker
- Beirer, Hans (1911–1993), österreichischer Opernsänger (Heldentenor) und Kammersänger
- Beirer, Pit (* 1972), deutscher Motocrossfahrer
- Beirer, Rudolf (1871–1951), österreichischer Politiker (CS), Mitglied des Bundesrates
- Beirich, Dieter (1935–2017), deutscher Maler und Grafiker
- Beirne, Andrew (1771–1845), US-amerikanischer Politiker
- Beirne, Dan (* 1982), kanadischer Filmschauspieler und Drehbuchautor
- Beirne, John (1893–1967), irischer Politiker
- Beirne, Piers (* 1949), US-amerikanischer Soziologe und Kriminologe
- Beiroth, Benno (* 1942), deutscher Fußballspieler

### Beis
- Beis, Dimitris (1928–2012), griechischer Politiker
- Beis, Georg (1923–2022), deutscher römisch-katholischer Geistlicher und Domdekan
- Beisbart, Claus, deutscher Philosoph
- Beisbart, Ortwin (* 1939), deutscher Germanist und Fachdidaktiker
- Beisbarth, Carl jun. (1848–1903), deutscher Architekt
- Beisbarth, Carl sen. (1808–1878), deutscher Architekt
- Beisbarth, Paul (* 1858), deutscher Unternehmer und Konsul
- Beischenalijew, Bolot (1937–2002), kirgisischer Schauspieler
- Beischenalijewa, Bübüsara (1926–1973), kirgisisch-sowjetische Ballerina, Tänzerin und Lehrerin
- Beischer, Josef (1927–2023), deutscher Dirigent und Komponist
- Beischläger, Emil (1897–1977), österreichischer Maler
- Beise, Alina (* 1994), deutsche Schauspielerin im Bereich Theater und Film
- Beise, Arnd (* 1964), deutscher Germanist
- Beise, August (1867–1947), deutscher Lehrer und Politiker (DVP), MdL
- Beise, Emil (1895–1972), deutscher Politiker (FDP)
- Beise, Marc (* 1959), deutscher Journalist, Autor und Moderator
- Beise, Theodor (1818–1878), deutsch-baltischer Verwaltungsjurist
- Beisecker, Michael-Alexander (* 1959), deutscher Chefredakteur, Sachbuchautor, Fachübersetzer, Organisationsprogrammierer und IT-Berater
- Beisel, Christian (* 1982), deutscher Fußballspieler
- Beisel, Elizabeth (* 1992), US-amerikanische Rücken- und LagenschwimmerinElizabeth Beisel (* 1992)

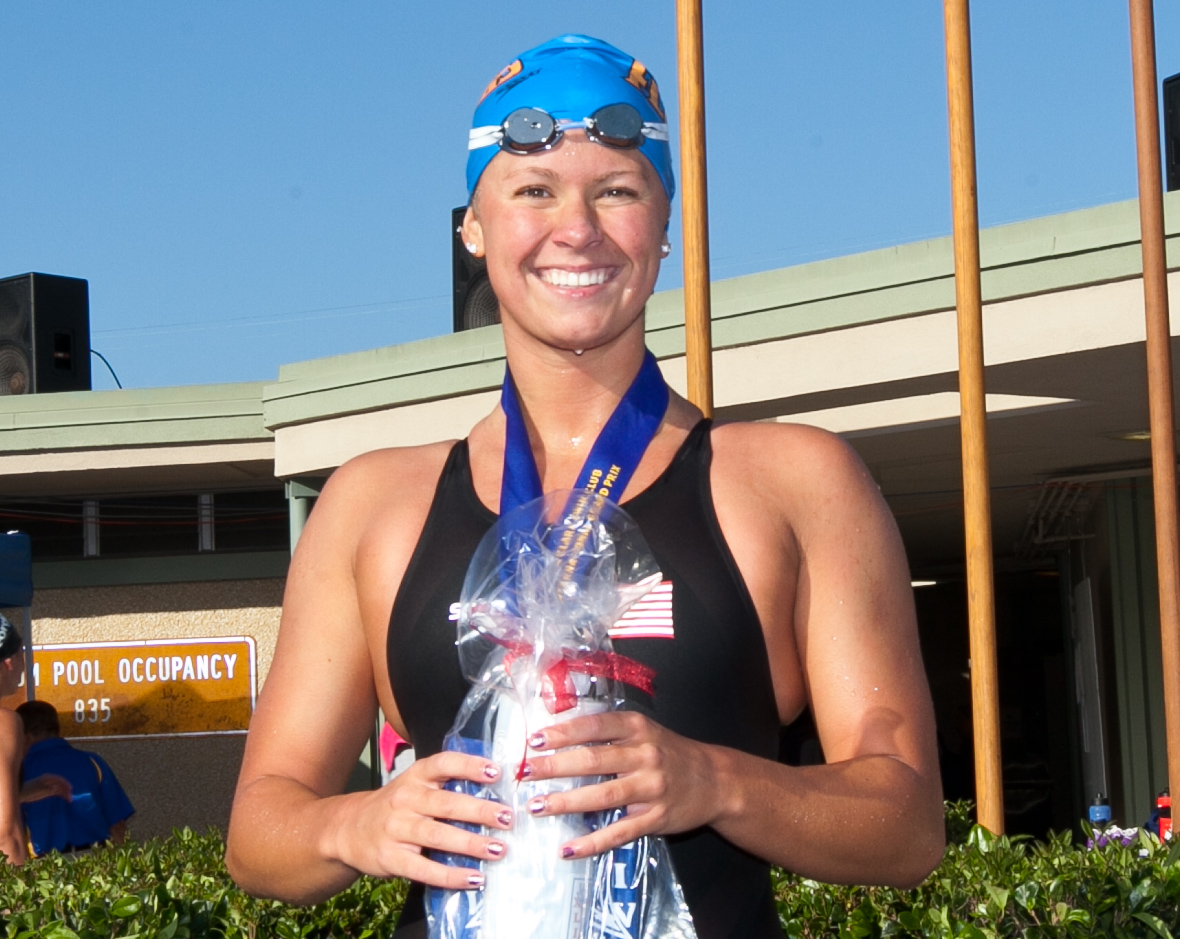
Elizabeth Beisel (* 1992)

- Beisenherz, Heinrich (1891–1977), deutscher Filmarchitekt und Kunstmaler
- Beisenherz, Johannes (* 1949), deutscher Politiker (SPD), Bürgermeister von Castrop-Rauxel
- Beisenherz, Micky (* 1977), deutscher RundfunkmoderatorMicky Beisenherz (* 1977)

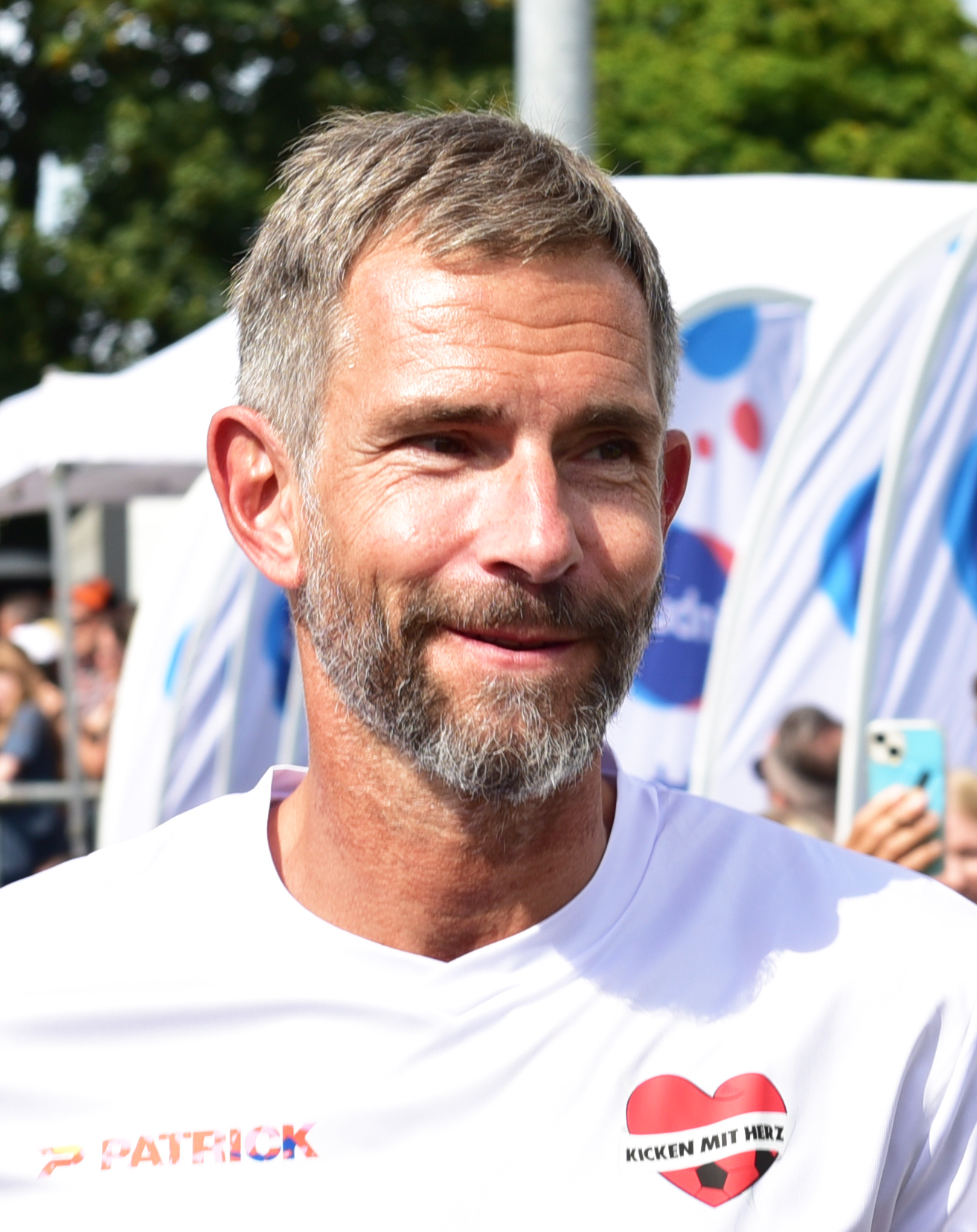
Micky Beisenherz (* 1977)

- Beisenherz, Rie (1901–1992), niederländische Schwimmerin und Wasserballspielerin
- Beisenkötter, Hans-Heinrich (1921–2005), deutscher Politiker
- Beiser, Arthur (* 1931), US-amerikanischer Physiker und Geophysiker
- Beiser, Maya (* 1963), US-amerikanische Cellistin
- Beiser, Rudi (* 1960), deutscher Sachbuchautor, Journalist und Dozent
- Beisert, Niklas (* 1977), deutscher Physiker
- Beisert, Robert (1833–1893), deutscher Jurist und Politiker, MdR
- Beisheim, Benedikt (* 1987), deutscher Säbelfechter
- Beisheim, Birgit (* 1962), deutsche Politikerin (Bündnis 90/Die Grünen), MdL
- Beisheim, Otto (1924–2013), deutsch-schweizerischer Kaufmann, Unternehmer, Gründer des Unternehmens Metro
- Beisicht, Markus (* 1963), deutscher Jurist und Rechtsextremist
- Beisiegel, Ludwig (1912–1999), deutscher Hockeyspieler
- Beisiegel, Ulrike (* 1952), deutsche Biochemikerin, Hochschullehrerin und Wissenschaftspolitikerin
- Beising, Peter (1805–1896), deutscher katholischer Theologe und Ehrenbürger der Stadt Essen
- Beisinghoff, Barbara (* 1945), deutsche Grafikerin
- Beisler, Hermann von (1790–1859), bayerischer Politiker und Militär
- Beisner, Monika (* 1942), deutsche Künstlerin und Buchillustratorin
- Beisner, Wilhelm (* 1911), deutscher SD- und SS-Führer sowie Waffenhändler und BND-Agent
- Beiß, Adolf (1900–1981), deutscher Germanist, Schriftsteller und Hochschullehrer
- Beissebekow, Absal (* 1992), kasachischer Fußballspieler
- Beissel von Gymnich, Franz (1761–1837), preußischer Verwaltungsbeamter und Landrat
- Beissel von Gymnich, Gräfin Jeannette (* 1953), US-amerikanische Autorin und Medienexpertin
- Beissel von Gymnich, Hugo (1798–1863), rheinischer Gutsbesitzer und Politiker
- Beissel von Gymnich, Otto Graf (1851–1931), rheinisch-preußischer Adeliger, Politiker, Beamter und Unternehmer
- Beissel von Gymnich, Richard (1802–1879), deutscher Verwaltungsbeamter, Rittergutsbesitzer und Hofbeamter
- Beissel, Gerhard († um 1462), deutscher Schöffe und Bürgermeister der Freien Reichsstadt Aachen
- Beissel, Gerhard († um 1493), deutscher Schöffe und Bürgermeister der Freien Reichsstadt Aachen
- Beissel, Henry (1929–2025), deutsch-kanadischer Dichter, Dramatiker, Übersetzer, Literaturkritiker und Herausgeber
- Beissel, Heribert (1933–2021), deutscher Dirigent, Chorleiter und Hochschullehrer
- Beissel, Johann († um 1440), deutscher Schöffe und Bürgermeister der Freien Reichsstadt Aachen
- Beissel, Johann († um 1494), deutscher Schöffe und Bürgermeister der Freien Reichsstadt Aachen
- Beissel, Johann Conrad (1691–1768), deutscher baptistischer Gemeindegründer in Pennsylvania, Liederdichter und -komponist
- Beißel, Sandra (* 1974), deutsche Badmintonspielerin
- Beissel, Simone (* 1953), luxemburgische Politikerin, Mitglied der Chambre
- Beissel, Stephan (1841–1915), deutscher Jesuit und Kunsthistoriker
- Beissembajew, Ghani (* 1969), kasachischer Politiker
- Beisser, Arnold R. (1925–1991), US-amerikanischer Psychiater und Gestalttherapeut
- Beißer, Friedrich (1934–2019), deutscher Theologe
- Beißer, Hanspeter (* 1957), deutscher Jurist und Volkswirt
- Beisser, Sina (* 1990), deutsche Keglerin
- Beissert, Alicia-Awa (* 1997), deutsche Pop- und R’n’B Sängerin
- Beissinger, Steven R. (* 1953), US-amerikanischer Ornithologe und Naturschützer
- Beissner, Claus (* 1935), deutscher Leichtathlet und Sportreporter
- Beißner, Ernst (* 1902), deutscher SA-Brigadeführer
- Beißner, Friedrich (1905–1977), deutscher Germanist
- Beißner, Kurt (1915–1989), deutscher Berghauptmann des Oberbergamts Clausthal
- Beissner, Ludwig (1843–1927), deutscher Botaniker
- Beißner, Stefan, deutscher Elektroingenieur und Professor für Elektrische Messtechnik, Sensorik und Mikrosystemtechnik
- Beißwänger, Gustav (1875–1946), deutscher Politiker
- Beißwanger, Heinrich (1867–1912), württembergischer Landtagsabgeordneter
- Beißwanger, Konrad (1869–1934), deutscher Autor, Buchdrucker und Politiker
- Beißwenger, Eric (* 1972), deutscher Politiker (CSU), MdLEric Beißwenger (* 1972)

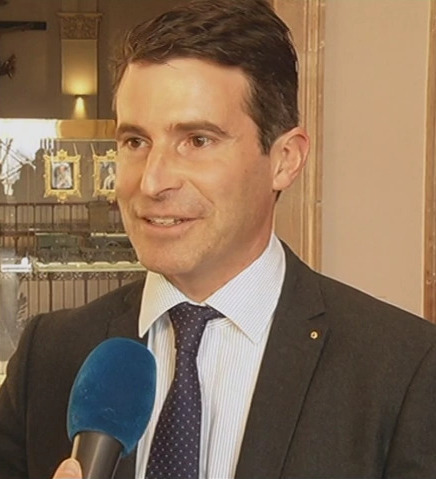
Eric Beißwenger (* 1972)

- Beißwenger, Michael (* 1973), deutscher Germanist
- Beißwenger, Sonja (* 1980), deutsche Theaterschauspielerin
- Beißwenger, Wilhelm (1871–1942), württembergischer Landtagsabgeordneter
- Beistegui Arrospide, Juan Antonio (1778–1865), mexikanischer Unternehmer
- Béistegui y Septién, Miguel de (1861–1931), mexikanischer Botschafter
- Beisteiner, Franz (1924–2020), österreichischer Maschinenbauingenieur
- Beisteiner, Johanna (* 1976), österreichische klassische Gitarristin, Sängerin, Arrangeurin
- Beisteiner, Michael (* 1977), österreichischer Schriftsteller
- Beisteiner, Philipp (* 1974), deutscher Hörfunkmoderator
- Beister, Herbert (1924–2012), deutscher Tiefbau-Ingenieur
- Beister, Maximilian (* 1990), deutscher FußballspielerMaximilian Beister (* 1990)

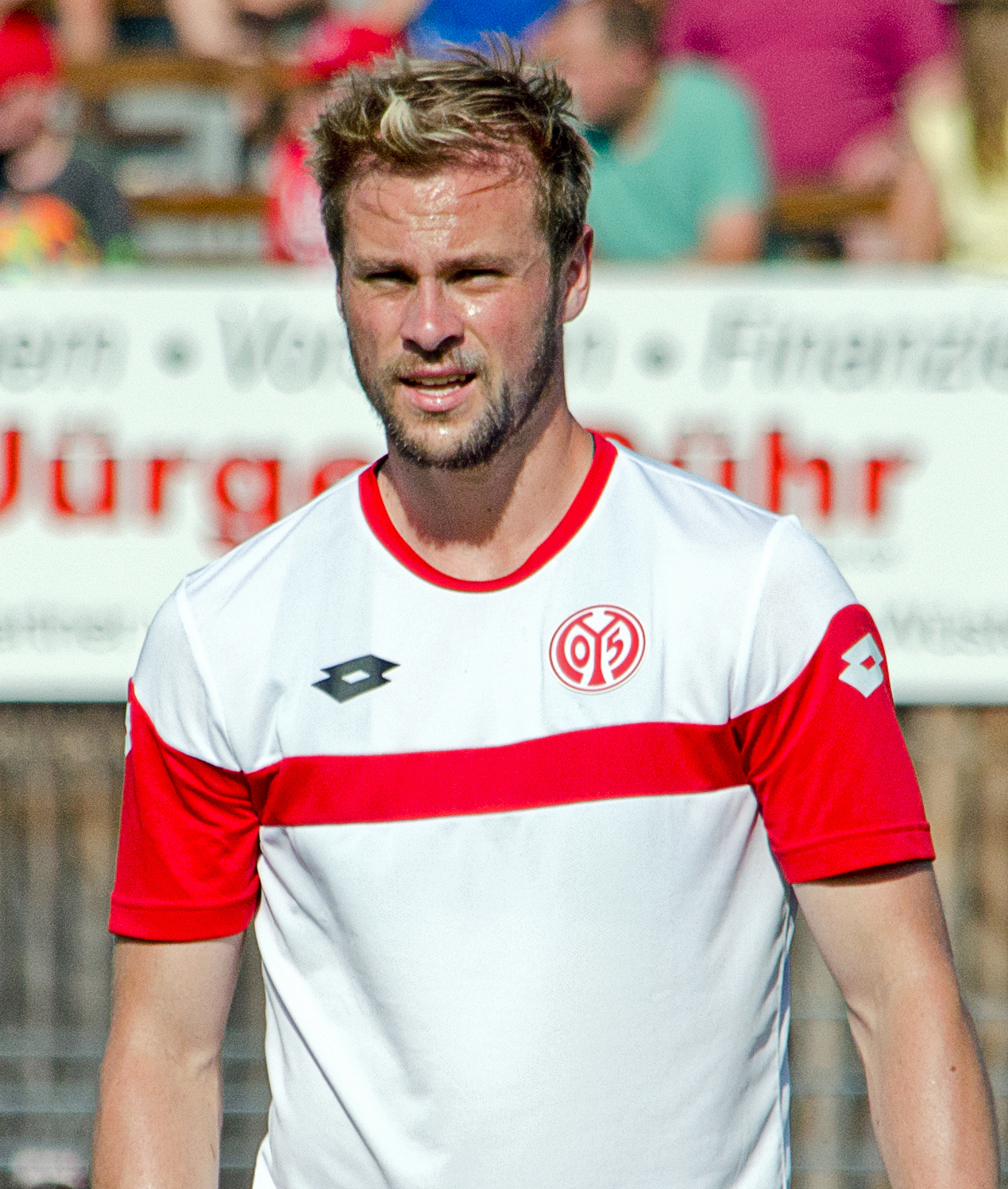
Maximilian Beister (* 1990)

- Beiswanger, Rudolf (1903–1984), deutscher Schauspieler, Hörfunk- und Hörspielsprecher, Hörspielregisseur und Theaterintendant
- Beišys, Audronius (* 1953), litauischer Oberst

### Beit
- Beit von Speyer, Eduard (1860–1933), deutsch-jüdischer Bankier und preußischer Kommerzienrat
- Beit, Alfred (1853–1906), britisch-südafrikanischer Gold und Diamantenmagnat, Mäzen
- Beit, Alfred, 2. Baronet (1903–1994), britischer Politiker, Mitglied des House of Commons, Kunstsammler und Philanthrop
- Beit, Ferdinand (1817–1870), deutscher Unternehmer
- Beit, Ferdinand (1858–1928), deutscher Politiker der DDP, MdHB
- Beit, Hedwig von (1896–1973), deutsche Erzählforscherin und Privatgelehrte
- Beit, Otto (1865–1930), britischer Finanzier, Philanthrop und Kunstsammler deutscher Herkunft
- Beit-Arié, Malachi (1937–2023), israelischer Kodikologe und Paläograph
- Beitashour, Steven (* 1987), US-amerikanischer Fußballspieler
- Beite, Magnus (* 1974), norwegischer Komponist
- Beiter, Alfred F. (1894–1974), US-amerikanischer Politiker
- Beiter, Stefan (* 1979), deutscher Koch
- Beiter, Werner (1939–2014), deutscher Konstrukteur, Werkzeugmacher, Erfinder
- Beiter-Schwärzler, Eva (* 1988), österreichische Eishockeyspielerin
- Beith, Alan (* 1943), britischer Politiker
- Beith, Angus (* 1996), schottischer Fußballspieler
- Beith, Gilbert (1827–1904), schottischer Politiker
- Beithan, Emil (1878–1955), deutscher Maler, Zeichner und Fotograf
- Beitia, Ruth (* 1979), spanische Leichtathletin
- Beitin, Andreas (* 1968), deutscher Kunsthistoriker
- Beitinger, Eduard (* 1983), deutscher Fußballschiedsrichter
- Beitl, Klaus (* 1929), österreichischer Volkskundler
- Beitl, Richard (1900–1982), österreichischer Volkskundler und Autor
- Beitler, Wilhelm Gottlieb Friedrich (1745–1811), deutscher Mathematiker und Astronom
- Beito, Olav T. (1901–1989), norwegischer Sprachwissenschaftler
- Beitsch, Robert (* 1991), deutscher Tänzer, Tanzsporttrainer und Choreograph
- Beitz, Berthold (1913–2013), deutscher ManagerBerthold Beitz (1913–2013)

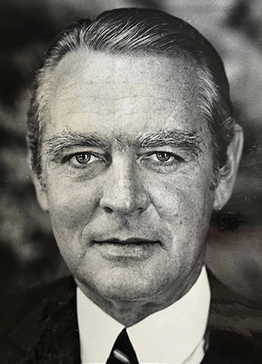
Berthold Beitz (1913–2013)

- Beitz, Charles (* 1949), US-amerikanischer Philosoph und Hochschullehrer
- Beitz, Else (1920–2014), deutsche Erziehungswissenschaftlerin und Gerechte unter den Völkern
- Beitz, Falko (* 1986), deutscher Politiker (SPD), MdL
- Beitz, Hans (1917–1992), deutscher Politiker (CDU), Mitglied des Abgeordnetenhauses von Berlin
- Beitz, Willi (1930–2020), deutscher Slawist, Literaturhistoriker, Hochschullehrer und Kunstmaler
- Beitzel, Andrea, deutsche Radrennfahrerin
- Beitzel, Udo (* 1940), deutscher Brigadegeneral des Heeres der Bundeswehr
- Beitzen, Kurt (1885–1918), deutscher Marineoffizier
- Beitzen, Richard (1882–1918), deutscher Marineoffizier, zuletzt Kapitänleutnant
- Beitzke, Günther (1909–2004), deutscher Rechtswissenschaftler und Hochschullehrer
- Beitzke, Heinrich (1798–1867), deutscher Militärschriftsteller
- Beitzke, Hermann (1875–1953), deutsch-österreichischer Mediziner